# 1572 Posnania
1572 Posnania este un asteroid din centura principală, descoperit pe 22 septembrie 1949, de Jerzy Dobrzycki și Andrzej Kwiek.